# Ordine delle Virtù
L'Ordine delle Virtù è un ordine cavalleresco femminile statale egiziano.

## Storia
L'Ordine è stato fondato nel 1915 ed è stato riformato nel 1953.

## Classi
L'Ordine dispone delle seguenti classi di benemerenza:
- Membro di Classe Suprema
- Membro di I Classe
- Membro di II Classe
- Membro di III Classe

| Nastri     | Nastri    | Nastri   | Nastri         |
| ---------- | --------- | -------- | -------------- |
| III Classe | II Classe | I Classe | Classe Suprema |

## Insegne
- Il nastro è grigio chiaro con bordi oro.